# Pinumius areatus
Pinumius areatus är en insektsart som beskrevs av Carl Stål 1858. Pinumius areatus ingår i släktet Pinumius och familjen dvärgstritar. Enligt den finländska rödlistan är arten sårbar i Finland. Arten har ej påträffats i Sverige. Artens livsmiljö är ruderatmarker, vägrenar och banvallar. Inga underarter finns listade i Catalogue of Life.